# Église Saint-André de Catllar
Pour les articles homonymes, voir église Saint-André.
L'église Saint-André de Catllar est une église en partie romane située à Catllar, dans le département français des Pyrénées-Orientales.

## Histoire
L'église est mentionnée dès 948. L'église a été fortement remaniée au XVIIe siècle, mais certaines parties datant encore des XIe et XIIe siècles sont encore visibles, dont les premiers niveaux du clocher.